# Club Deportivo Chivas Tijuana
Il Club Deportivo Chivas Tijuana è stata una società calcistica messicana di Tijuana. Si trattava di una filiale del Guadalajara.

## Storia
In seguito alla retrocessione del'Inter de Tijuana al termine della stagione 1996-1997, la città di Tijuana cercò di portare una nuova società in modo da mantenere un rappresentante in Primera División A. Contemporaneamente il Guadalajara aveva in programma di incorporare una filiale nelle divisioni professionistiche ed in vista del torneo di Invierno 1997 propose la creazione del progetto Chivas Tijuana.
Per la realizzazione si rese necessario l'acquisto di una franchigia. Al termine del torneo estivo 1997 la federazione messicana ne mise in vendita quattro in cerca di un ampliamento, una delle quali fu acquistata proprio dal Guadalajara che creò la sua filiale.
Il club rimase nella seconda serie messicana fino al 1999, raggiungendo come miglior risultato la finale di Liguilla nel torneo di Invierno 1998, persa contro il Venados de Yucatán.
Dopo la decisione della federazione messicana di impedire l'esistenza contemporanea di due club chiamati Chivas, la società cessò di esistere, ed al suo posto nacque il Nacional Tijuana.

## Risultati
- Liga de Ascenso: 1

Finalista: 1999 (Invierno)